# Liste der Monuments historiques in Méry-sur-Seine
Die Liste der Monuments historiques in Méry-sur-Seine führt die Monuments historiques in der französischen Gemeinde Méry-sur-Seine auf.

## Liste der Objekte
| Bezeichnung                   | Beschreibung                                                                | Standort                                     | Kennzeichnung | Schutzstatus | Datum     | Bild |
| ----------------------------- | --------------------------------------------------------------------------- | -------------------------------------------- | ------------- | ------------ | --------- | ---- |
| Orgel                         | Ensemble aus PM10001211 und PM10001212                                      | in der Kirche Assomption-de-la-Vierge (Lage) | PM10004985    | Classé       | 1981 1988 |      |
| Orgelempore                   | Eichenholz, zweite Hälfte des 16. Jahrhunderts                              | in der Kirche Assomption-de-la-Vierge (Lage) | PM10001211    | Classé       | 1981      |      |
| Orgelprospekt                 | Eichenholz, 1580er Jahre, vor 1789 und Anfang des 19. Jahrhunderts umgebaut | in der Kirche Assomption-de-la-Vierge (Lage) | PM10001212    | Classé       | 1988      |      |
| Skulptur Heilige Syra         | Kalkstein, farbig gefasst, Mitte des 16. Jahrhunderts                       | in der Kirche Assomption-de-la-Vierge (Lage) | PM10001207    | Classé       | 1908      |      |
| Skulptur Heiliger Eligius     | Holz, farbig gefasst, 18. Jahrhundert                                       | in der Kirche Assomption-de-la-Vierge (Lage) | PM10001208    | Classé       | 1908      |      |
| Skulptur Unterweisung Mariens | Kalkstein, 16. Jahrhundert                                                  | in der Kirche Assomption-de-la-Vierge (Lage) | PM10001209    | Classé       | 1911      |      |
| Pietà                         | Kalkstein, Anfang des 16. Jahrhunderts                                      | in der Kirche Assomption-de-la-Vierge (Lage) | PM10001210    | Classé       | 1911      |      |
| Skulptur Heiliger Nikolaus    | Kalkstein, 16. Jahrhundert                                                  | in der Kirche Assomption-de-la-Vierge (Lage) | PM10004734    | Inscrit      | 1980      |      |
| Relief Mariä Himmelfahrt      | Holz, farbig gefasst und vergoldet, 18. Jahrhundert                         | in der Kirche Assomption-de-la-Vierge (Lage) | PM10001206    | Classé       | 1908      |      |